# Цулыгин, Кирилл Николаевич
Кирилл Николаевич Цулыгин (род. 1 марта 1996, Уфа) — российский хоккеист, защитник.

## Биография
Отец Николай, дядя Алексей и младший брат Ярослав также хоккеисты.
Воспитанник школы «Салавата Юлаева». В сезонах 2013/14 — 2016/17 — игрок команды МХЛ «Толпар», в сезоне-2015/16 также провёл 43 матча за «Салават Юлаев» в КХЛ. В сезонах 2017/18 — 2021/22 выступал в ВХЛ за «Торос», в феврале 2019 года провёл три матча за «Салават Юлаев». В конце мая 2022 года «Торос» расторг контракт, и Цулыгин перешёл в «Дизель». 28 декабря 2022 года перешёл в «Зауралье». 9 мая 2024 подписал контракт с «Бураном». 6 ноября 2024 года покинул клуб и перешёл в «Челны».